# Antonov A-15
Dimensions
L'Antonov A-15 est un planeur soviétique de classe libre avec un empennage en V conçu par Oleg Antonov et produit par Antonov.

## Étude et développement
L'A-15 s'appuie sur l'expérience du bureau d'études acquise avec les planeurs A-11 et A-13. Ce planeur de classe libre a battu plusieurs records.
Le planeur est construit en aluminium. Étonnamment, en pleine guerre froide, son aile de 17 mètres d'envergure utilise un profil aérodynamique américain NACA 64-618 à l'emplanture évoluant vers un NACA 64-616 au saumon. L'A-15 peut recevoir 50 litres de ballast d'eau. Le train d'atterrissage est une monoroue rétractable,.
Au total, 350 A-15 ont été construits.

## Historique opérationnel
L'A-15 a été utilisé pour établir de nombreux records du monde dont un record du monde de distance à but fixé de 714 km en juin 1960.
En août 2011, un seul A-15 était enregistré auprès de la Federal Aviation Administration aux États-Unis.